# مارسيلو غوزمان
مارسيلو غوزمان (بالإسبانية: Marcelo Guzmán)‏ (16 يناير 1985 في الأرجنتين - ) هو لاعب كرة قدم أرجنتيني في مركز الوسط. لعب مع أتلتيكو باتروناتو.

## وصلات خارجية
- مارسيلو غوزمان على موقع قاعدة بيانات كرة القدم.إي يو (الإنجليزية)
- مارسيلو غوزمان على موقع Soccerway.com (الإنجليزية)